# Aerobryidium punctulatum
Aerobryidium punctulatum là một loài Rêu trong họ Meteoriaceae. Loài này được (Müll. Hal.) Dixon miêu tả khoa học đầu tiên năm 1911.